# 다이앤 메디나
다이앤 메디나(Dianne Medina, 1986년 11월 5일 ~ )는 필리핀의 여자 배우이다.